# Половица (слобода)
Полови́ца — бывшая запорожская слобода. Основана в середине XVIII ст. На её месте позже был построен Екатеринослав.
Слобода лежала на берегу Днепра и реки Половицы, в честь которой была названа, и её притока Жабокряча в низине. Сейчас на её территории расположен центр Днепра. Центральные нынешние улицы Днепра: Каменная, Литейная, Ломаная, Баррикадная, Харьковская, Ширшова, Колодезная — бывшие половицкие улицы.
Половица входила в Кодацкую паланку Запорожья.

## Название Половица
Слобода названа по реке Половица, которая образовалась из двух притоков-рукавами. Одна река начиналась в Аптекарской балке и протекала от Озёрки через Большой проспект, уклоняясь влево, в 1884 году в связи с строительством железной дороги реку отвели в новое русло протекающее на северо — запад. Вторая речка сохранилась до наших дней, она начинается в Долгой (Бобровой, Жандармской, Красноповстанческой) балке и називается Жабокрячь, протекает вдоль Исполкомовской улицы и потом на запад вдоль проспекта. Сливаясь, текли 1 км параллельно Днепру на восток и втекали в Днепр возле нынешнего Нового моста.
Дмитрий Яворницкий выводил название от второго значения слова «половица» (укр. половиця), которое широко использовали в украинском языке в XVI—XVIII столетиях и оно означало половину чего-либо.

## Эпоха князей
Монастырск — монастырский город-замок 10-13 столетия в христианскую эпоху Киевской Руси[1] — христианский центр, который связывал христианскую метрополию Украины — Византию с новым миссионерским центром — Киевом.
Существовал греческий православный монастырь на Монастырском острове с местечком на противоположном берегу в современных Камнях.
Выгодное расположения Монастырска напротив Пересеченя (и впоследствии Самара) у переправы на левый берег и выше за бродницким-казацким речным путём через Самару и Волчью к Домахе способствовал развитию местечка.
После нашествия монголо-татар в 1223 году местность стала запущенной, а монастырь на Монастырском острове опустошен, ограблен и разрушен. По обычаю давних времён возле монастырей формировалось поселение, которое указывает на возможное поселение на острове и напротив острова в центре Днепра около нынешней Фестивальной площади, улиц Ливарной и Каменной.

## Бродницкая и Казацкая эпоха
После эпохи князей население края известно под именем бродники. С приходом власти Великого княжества Литовского степняки стали на защиту границ. Примерно в 1400 году украинские казаки восстановили монастырь на острове (источник?). Тогда на берегу, на монастырских землях, напротив острова начал формироваться городок. Возможно, именно с этого времени закрепилось название Половица, которое определяло степной состав населения деревни.
Уже в 1655 году во времена Великого Русского княжества здесь, в монастыре, уже было много монахов. Где-то в 1700 году на склоне холма, где теперь Потёмкинский дворец, парк Шевченко, стояла Преображенская церковь, принадлежавшая монастырскому хутору.
Собственно основание Половицы можно отнести к 1743 году, когда пришел в Новый Кодак и поселился на берегу Днепра напротив Монастырского острова отставной есаул Лазарь Глоба, где построил «под скалой» водяную мельницу и «на байдаках» валюшу. Глоба был женат, жил под одной крышей с двумя товарищами Игнатом Сидоровичем Каплуном и Никитой Леонтовичем Коржем. С собой он привел челядь, 15 мужчин портных. Тогда же Корж и Глоба начали рассаживать деревья на всей горе своего участка.
Примерно в 1750 году и в 1768 и 1769 годах, во время боевых действий, население местности быстро возросло за переселение сюда запорожцев-кочевников и также пополнилось ими после ликвидации Сечи в 1775 году.
Половица имела статус государственной слободы в Российской империи. Запорожцы заселили ещё и Бобырёву и Войцехову балки.

### Постройка половицкой общиной церкви
Когда население в слободе увеличилось, возникла необходимость построить церковь. До этого половчане ходили в Новокодацкую Свято-Николаевскую церковь, и это было трудно — ходить через крутые овраги перед Новым Кодаком в межсезонье. Сход слободы дал задание построить церковь на кодацких полковых есаулов Лазаря Глобу, Игната Каплуна, Андрея Мандрыку (основатель Мандрыковки), полкового хорунжего Данилу Косолапа, ктиторов Фёдора Крошку и Фёдора Скока, на общественного наемника — писаря Василия Кияницу.
Избранные общиной представили это новороссийскому губернатору Николаю Языкову. В своем сообщении Словенской духовной Консистории губернатор сообщил о желании жителей государственной слободы Половицы с 125 дворами в Новом Кодаке Саксаганского уезда Новороссийской губернии построить деревянную церковь Петра и Павла на собственные средства и об отводе 120 десятин земли под церковь. Для этого был нанят строительный мастер из Каменки Данила Деревянко.
Словенская духовная Консистатория нашла в Половице 125 дворов, в которых проживали государственные поселенцы, люди вольные. Они были частично малороссами и частично людьми из Польши. Расстояние до Нового Кодака была 9 вёрст и до Старого Кодака — 14 вёрст. Слобода обязалась платить на содержание церкви по 20 копеек из дома.
24 июля 1781 года место под Петропавловскую церковь было освящено. Однако 19 августа 1783 года уже построенная церковь полностью сгорела.

## Екатеринославская эпоха
Местность Половица была важна для запорожцев. Холм, под которым была деревня, возвышался над окружающими приднепровскими пространствами. Он напоминал запорожцам про Киевские горы, его лавру и Межигорье. Было много сказаний об этой местности. Так, в 1768 году генерал Исаков, главный командир Новороссийской губернии, находясь в Новом Кодаке, посетил Половицу, удивлялся ее красоте и выслушал пересказы запорожцев Ивана Тыквы и Петра Бобыря. И именно здесь впоследствии Потемкин нашел приличное место, куда бы перенести Самаровку.
22 января 1784 года царским указом Самаровка была перенесена на правый берег, на место слободы. Верхний сад Глобы выкупил Потемкин. Глоба переселился в Нижний сад, где и жил до своей смерти.
В августе 1786 года избранные общиной люди просили преосвященного Никифора освятить молитвенный дом и объяснили, что прекратили восстанавливать церковь из-за неопределенности кварталов Екатеринослава, который начал строиться в Половице, потому что не было возможно определить лучшее место для церкви. Молитвенный дом был на месте современного дома по адресу площадь Успенская, 1.
В ноябре 1786 года протопоп отдал в использование походную церковь Казанской Богоматери в Половице, которая была установлена на месте сгоревшей. В 1788 году эту церковь было решено перестроить крепким деревом и переименовать в церковь Казанской Божьей матери. Католическая церковь с 1-го Екатеринослава была разобрана и отстроена 15 января 1791 года в Половице-Екатеринославе как церковь Казанской Божьей Матери вместо сгоревшей Петропавловской.
Императрица Екатерина II остановилась 9 (20) мая 1787 года в доме, который сохранился до сих пор на углу улиц Литейная и Крутогорная (современный Крутогорный спуск).
В 1790 году в Половице, где уже образовался Екатеринослав, насчитывалось 155 дворов с 1450 жителями.
Древнее степное и казачье население слободы из-за строительства города власти были вынуждены заселить на окружающие казацкие земли Сухачёвку (казака Сухого) и Мандрыковку (кодацкого полкового есаула Мандрыки).
В 1793 году старая Казанская церковь была перенесена в Сухачёвку, куда переселили украинских жителей Половицы. В том же году духовное правление протоирея было переведено из Нового Кодака в Екатеринослав. Центр Новокодацкого уезда был перенесён в Екатеринослав, а сам уезд переименован в Екатеринославский уезд.
В 1794 году на западе города была создана государственная фабрика с суконным и шелковисто-чулочным производствами.
Ветхую деревянную церковь Казанской Божьей матери заменили на Свято-Успенскую церковь, которую начали строить у деревянной в 1796 году и закончили в июле 1797 года. В советское время церковь была превращена в корпус больницы № 10 на улице Коцюбинского, к которой пристроена бывшая школа № 22.
Казанскую церковь было решено отстроить на южной высоте Половицы на Большой Привозной площади (современная площадь Героев майдана) и назвать во имя Сошествия Святого Духа. Современный Свято-Троицкий кафедральный собор стоит на месте той церкви. Казанской улицей называлась современная улица Михаила Грушевского, которая была названа по названию прежней церкви.
В 1897 году в прежнюю Половицу проложены трамвай по проспекту, в центр Половицы по улице Караимской (бывшая Торговая, современная Ширшова) до Иорданской (современная Коцюбинского), и по Александровской (современная улица Сечевых стрельцов) до Большой Базарной (современная улица Святослава Храброго).
В 1916 году на углу Казанской и Вознесенской улиц была построена Вознесенская церковь по проекту архитектора Александра Миклашевского. Сюда был проложен трамвайный путь, который является современным трамваем 4. Церковь была разрушена большевиками в 1936 году.

## Борьба с топонимом
В 1790-е годы население близлежащих сел и слобод продолжало по — старому называть «Половицей» губернский город Екатеринослав. Власти Российской империи развернули решительную борьбу со старыми названиями, такими как: «Половица», «Хаджибей», насаждая новые — Екатеринослав, Одесса. Вот как описывал это Михаил Шатров: 
 «Старожил Г. И. Лебедев рассказывал автору этих строк, что слышал десятилетним мальчиком от здешних стариков.
На левом берегу, где до наплавного моста (когда его впервые стали наводить у Екатеринослава, то установить не удалось) подходит путь с Подгороднего, стоит соцкий с большой медной бляхой на груди — символом высокой своей власти. В руках „добротная палка“. Подъезжает дядя на запряженной круторогими телеге.
—Куда едешь?
—Да в Половицу ж.
Тут и высекут его палкой, приговаривая: „Не в Половицу, а в Екатеринослав.“ Да так, что он, долго почёсывая впоследствии спину, и врагам замолвит это слово.» 

## Достопримечательности
- Давние дома на Ливарной, Колодезной, Каменной, Крутогорной улицах
- Дом губернатора
- Городская управа (Театрально-художественный колледж)
- Свято-Успенская церковь (бывшая больница 10)
- Свято-Троицкий собор
- Синагога «Золотая Роза»
- Отель Астория (1912—1913)
- Дом Хреникова (отель Украина)
- Днепровский цирк